# Molinicos

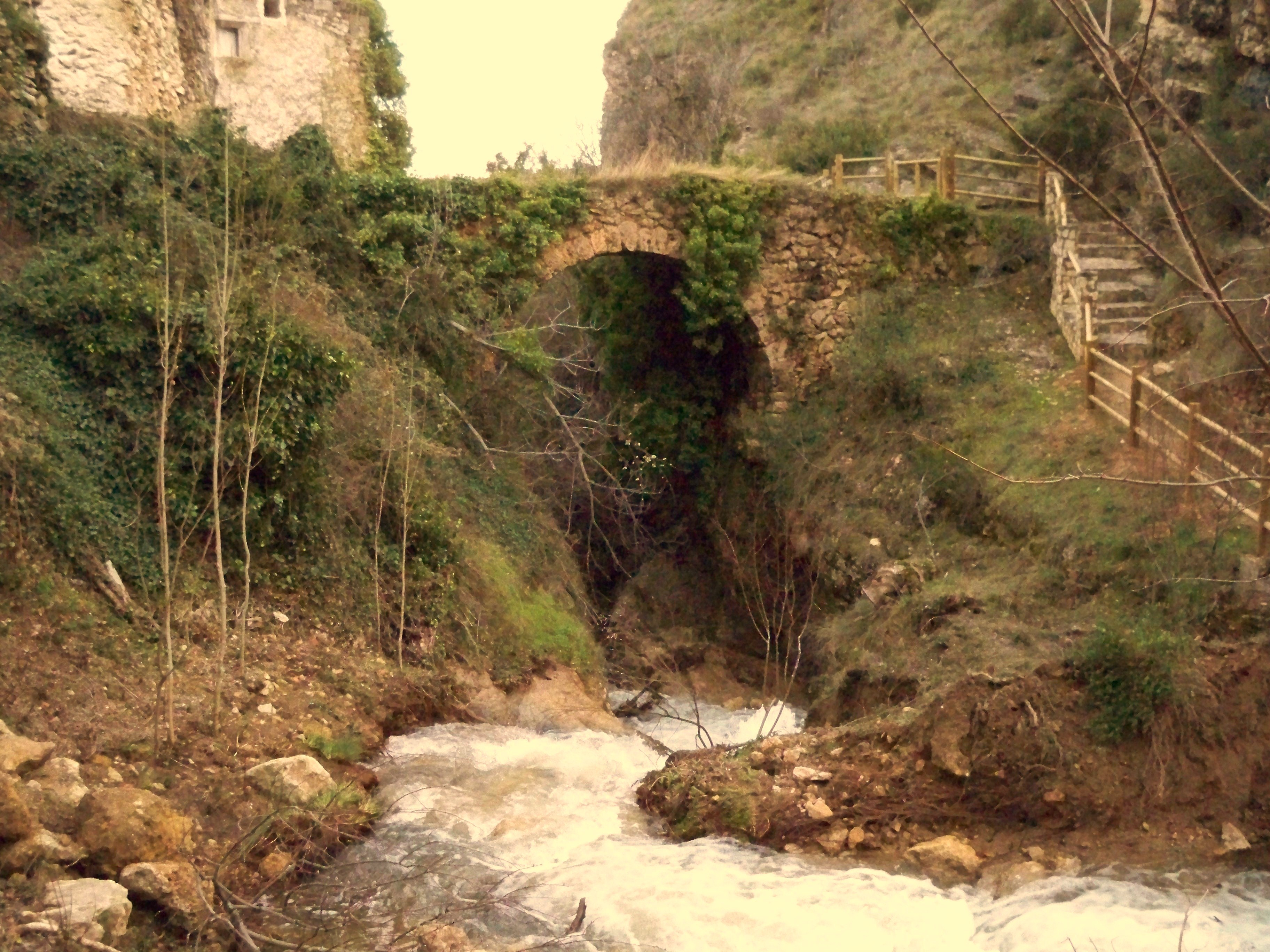
Aqüeducte de Molinicos

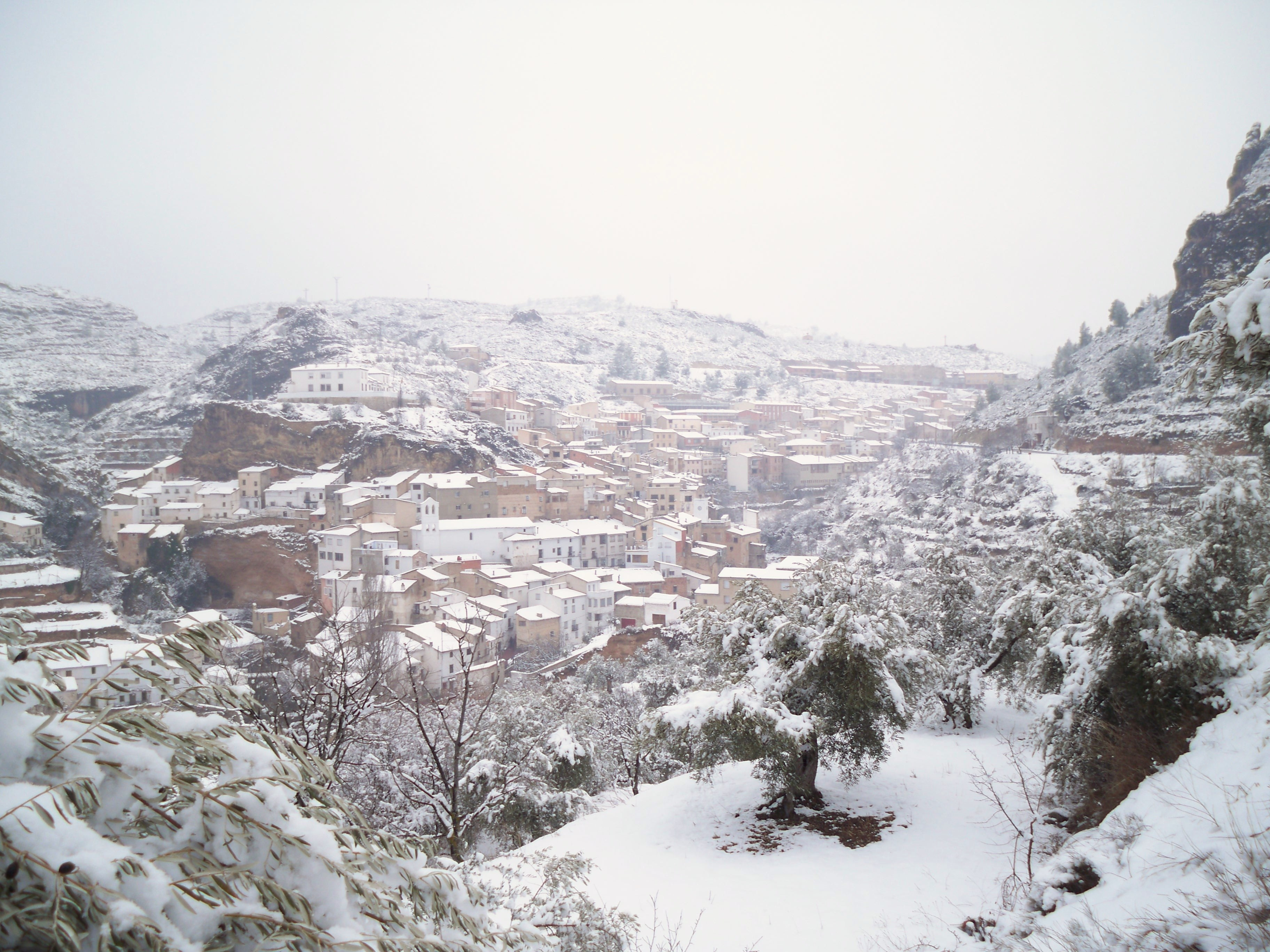
Vista de Molinicos un dia de neu

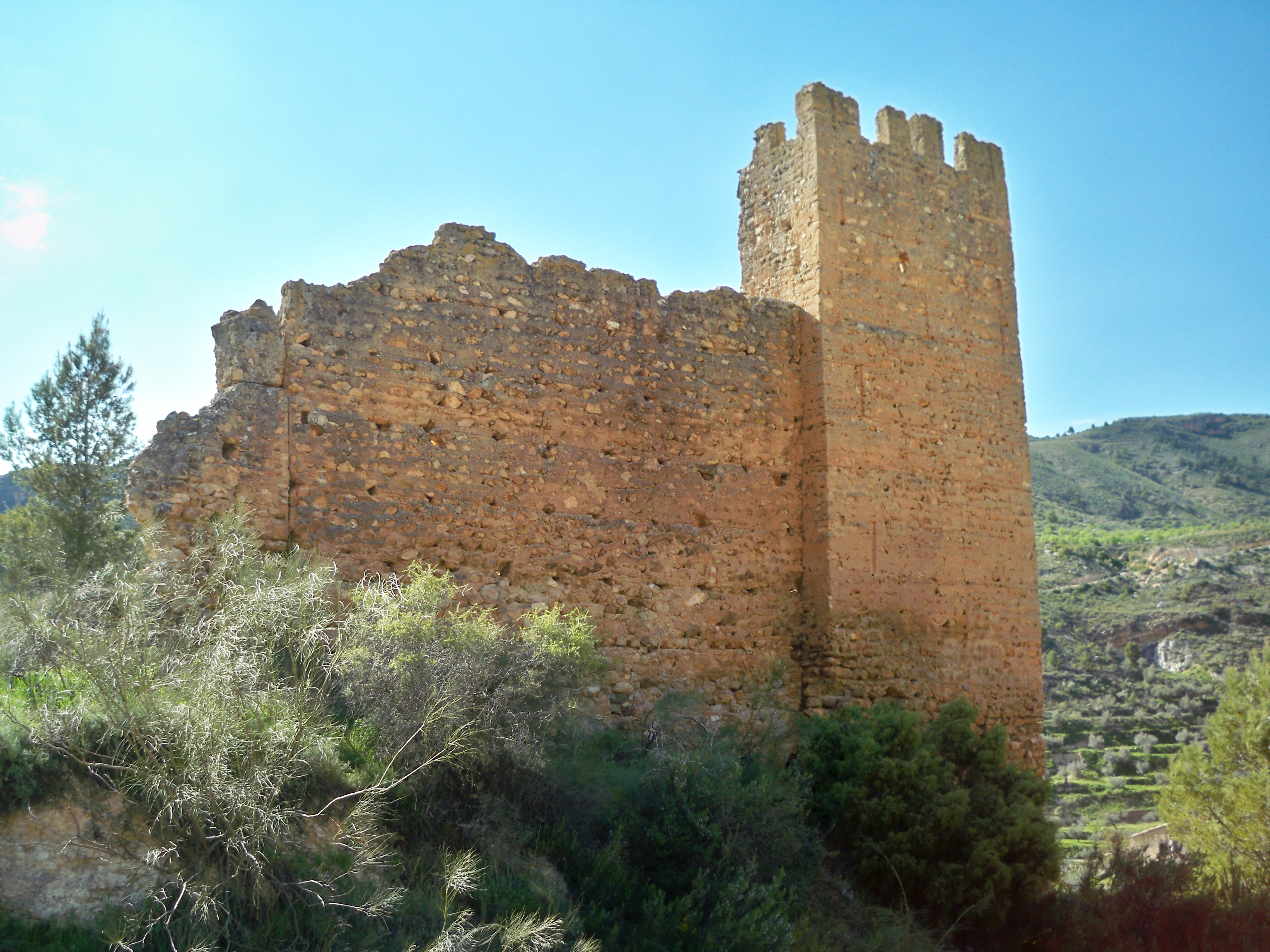
Castell de Las Huertas

Molinicos és un municipi de la província d'Albacete a la comunitat de Castella la Manxa (Espanya). Comprèn les pedanies de Los Alejos, La Alfera, Las Ánimas, Cañada de Morote, Cañada de Provencio, Los Collados, Fuente-Carrasca, Fuente-Higuera, Las Hoyas, Mesones, El Pardal, Pinilla, Quejigal, Torre-Pedro, La Vegallera.

## Municipis fronterers
- Al nord: Paterna del Madera, Bogarra, i Ayna.
- A l'est: Elche de la Sierra.
- Al sud: Yeste.
- A l'oest: Riópar.

## Demografia
| 1900  | 1910  | 1920  | 1930  | 1940  | 1950  | 1960  | 1970  | 1981  | 1991  | 2001  | 2006  |
| ----- | ----- | ----- | ----- | ----- | ----- | ----- | ----- | ----- | ----- | ----- | ----- |
| 2.061 | 2.743 | 3.431 | 3.867 | 4.086 | 4.989 | 3.179 | 2.601 | 2.084 | 1.613 | 1.288 | 1.139 |